# Tormenta de Brasil del 3 de noviembre de 2023
La tormenta de Brasil del 3 de noviembre de 2023 fue un evento climático histórico y destructivo, causado por una fuerte línea de turbonada. Causó muchos daños, particularmente en las ciudades del estado de São Paulo, con 8 muertos y millones de ciudadanos sin energía eléctrica en la capital del mismo nombre. Otros municipios de los estados de Minas Gerais y Río de Janeiro también fueron afectados por el fenómeno el mismo día, aunque con menor intensidad. Con aproximadamente 4 millones de usuarios sin electricidad en todo el estado de São Paulo, este apagón es considerado uno de los mayores desastres para la red eléctrica causado por una tormenta en Brasil, sólo superado por el ciclón extratropical del 30 de junio de 2020, durante una ciclogénesis explosiva que azotó la región sur del país. Las ráfagas de viento alcanzaron una velocidad máxima de 151 km/h, valor medido en Santos.